# Kościół św. Marcina w Krościenku Wyżnym
Kościół świętego Marcina – rzymskokatolicki kościół parafialny należący do parafii pod tym samym wezwaniem (dekanat Krosno II archidiecezji przemyskiej).
Obecna świątynia została zbudowana w latach 1908 – 1914 według projektu Teodora Talowskiego. Poświęcona została w 1910 roku, natomiast konsekrowana została przez św. Józefa Sebastiana Pelczara, pochodzącego z sąsiedniej Korczyny w dniu 30 maja 1912 roku.
Ołtarz główny do świątyni został wykonany przez rzeźbiarza Lenika z Krosna. Boczne ołtarze przeniesione ze starej świątyni zostały zastąpione nowymi, dostosowanymi do stylu świątyni. Ołtarz Matki Bożej został ufundowany przez Józefa i Helenę Frydrychów, miejscowych gospodarzy, natomiast wykonany został przez Andrzeja Lenika przy współudziale Kędzierskiego. Ołtarz Serca Pana Jezusa został ufundowany przez hrabinę Marię Bocheńską ze Lwowa. Świątynia otrzymała również piękną boazerie dębową, którą ufndowali Filip Tomkowicz i parafianie. W 1936 roku polichromie w kościele zostały wykonane przez Jana Henryka Rosena ze Lwowa.
Podczas II wojny światowej zostały uszkodzone wieża i witraże. Dwa dzwony odlane w 1921 roku zostały zabrane przez Niemców (pierwsze zostały zarekwirowane przez Austriaków w 1918 roku). Po zakończeniu wojny zostały ufundowane nowe trzy dzwony, nowe organy i nowa droga krzyżowa. Stare organy zostały przekazane świątyni w Dębowcu koło Jasła, natomiast stara droga krzyżowa trafiła do zabytkowej świątyni w Bliznem. Nowa droga krzyżowa została wymalowana przez malarza Kochanka z Krosna. W 1995 roku wieża świątyni została pokryta blachą miedzianą, natomiast w 2004 roku została wymieniona konstrukcja na małej wieżyczce i również została pokryta miedzią.
W 1999 roku została odnowiona i zakonserwowana polichromia świątyni, generalnej konserwacji poddane zostały także organy, została wymieniona instalacja elektryczna, a w 2007 roku została położona w prezbiterium posadzka z granitu. Budowla jest ogrzewana.